# Jacques Brodin
Jacques Brodin (* 22. prosince 1946 Les Andelys, Francie – 1. říjen 2015) byl francouzský sportovní šermíř, který se specializoval na šerm kordem. Francii reprezentoval na přelomu šedesátých a sedmdesátých let. V roce 1964 byl v sedmnácti letech společně se starším bratrem Claudem Brodinem členem francouzského družstva, které vybojovalo bronzovou olympijskou medaili. Při své druhé olympijské účasti v roce 1972 na olympijskou medaili nedosáhl. V roce 1974 obsadil druhé místo na mistrovství světa v soutěži jednotlivců. S francouzským družstvem kordistů získal titul mistra světa v roce 1965 a 1966.